# Eunidia ambigua
Eunidia ambigua là một loài bọ cánh cứng trong họ Cerambycidae.